# Dieter Vorsteher
Dieter Vorsteher (* 15. September 1950 in Hagen) ist ein deutscher Historiker.

## Leben
Vorsteher studierte an der Freien Universität Berlin die Fächer Kunstgeschichte, Philosophie und Germanistik und wurde mit einer Dissertation über die Firma Borsig zum Dr. phil. promoviert. Seit 1990 war er als stellvertretender Museumsdirektor (inzwischen, nach Umwandlung der früheren gGmbH in die Stiftung, Stellvertreter des Präsidenten der Stiftung Deutsches Historisches Museum und Leiter der Sammlung des Deutschen Historischen Museums) für das Deutsche Historische Museum im Zeughaus Unter den Linden tätig und hat so bis 2014 den Aufbau des zentralen deutschen Geschichtsmuseums mitgeprägt. Im Rahmen seiner Tätigkeit hat er zahlreiche Veröffentlichungen zur deutschen Geschichte verfasst und (mit-)herausgegeben. Vorsteher ist auch im Ruhestand weiter als Kurator für verschiedene Museen tätig, darunter die kontroverse Düsseldorfer Ausstellung über den jüdischen Kunsthändler Max Stern.